# El regal de l'amor
El regal de l'amor (títol original: The Gift of Love) és una pel·lícula estatunidenca dirigida per Jean Negulesco i estrenada l'any 1958. Ha estat doblada al català.
The Gift of Love  és un remake de la pel·lícula de Walter Lang de 1946 Sentimental Journey.

## Argument
Un brillant científic, Bill Beck, està casat amb Julie, la secretària del seu metge. Cinc anys després del seu matrimoni, aquest metge tracta Julie d'una malaltia de cor, de la qual decideix de guardar el secret. Suggereix a Bill d'adoptar un nen perquè no estigui sol després de la seva mort que sent pròxima.

## Repartiment
- Lauren Bacall: Julie Beck
- Robert Stack: William 'Bill' Beck
- Evelyn Rudie: Mehitabel també anomenat Hitty
- Lorne Greene: Grant Allan
- Anne Seymour: Miss McMasters
- Edward Platt: Dr. Jim Miller
- Joseph Kearns: Mr. Rynicker